# فرهنگ لغت جغرافیای یونان و روم

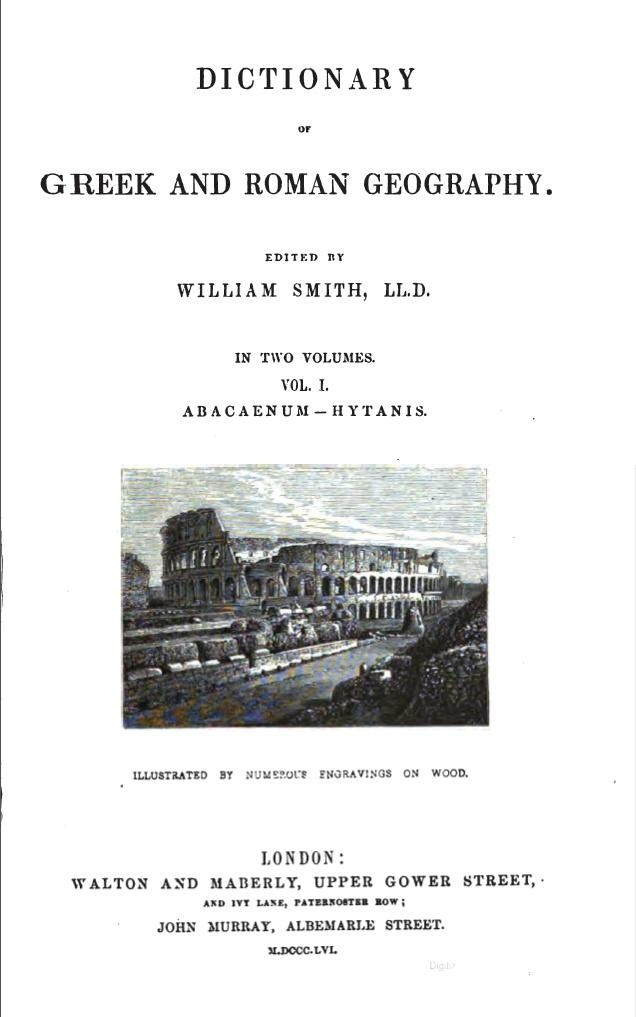
فرهنگ لغت جغرافیای یونان و روم.

فرهنگ لغت جغرافیای یونان و روم از سری فرهنگ لغت‌های کلاسیک بود که توسط محقق انگلیسی ویلیام اسمیت (۱۸۹۳–۱۸۱۳) ویرایش شد و اولین بار در سال ۱۸۵۴ منتشر شد و آخرین بار در سال ۲۰۰۵ منتشر شد.
همان‌طور که اسمیت در مقدمه اعلام کرد: «فرهنگ لغت جغرافیا … عمدتاً برای نشان دادن نویسندگان یونانی و رومی طراحی شده‌است، و دانش آموز کوشا را قادر می‌سازد تا آنها را به سودمندترین روش بخواند.»
این کتاب به توضیحات ادامه می‌دهد: فرهنگ لغت در دو جلد بزرگ، پوشش دقیقی از همه کشورها، مناطق، شهرک‌ها، شهرها و ویژگی‌های جغرافیایی مهمی که در ادبیات یونانی و لاتین وجود دارد، بدون فراموش کردن مواردی که صرفاً در کتاب مقدس ذکر شده‌است، ارائه می‌کند. با این حال به درستی بیان می‌کند که «یونانی و رومی» تا حدی به خاطر یکنواختی، اما عمدتاً برای نشان دادن هدف اصلی کار حفظ شده‌است.